# Jesusskrifterna
Jesusskrifterna (ISBN 978-91-7028-165-5), engelska originalet: är en debattbok från 2006, populärt skriven av religionshistorikern Michael Baigent. Han berättar i Jesusskrifterna en detaljerad historia om Jesus liv och korsfästelse, och utgår mycket från dokument han hävdar Vatikanen gömt undan eller förstört eftersom de skulle visa att Jesus fortfarande var vid liv år 45, något som skulle rycka undan grunden för hela påvedömet.

## Dokumenten Jesusskrifterna
Dokumenten författaren berättar om beskrivs som en uppsättning gamla dokument som påstås hittats år 1891 av fader Béranger Saunière – präst i den lilla bergsbyn Rennes-le-Château – i samband med en restaurering av kyrkan. Enligt Michael Baigent kan dokumenten ha tillhört de kätterska, men likväl kristna, katarerna som fanns från 1000-talet till 1300-talet i södra Frankrike och som den katolska kyrkan började utrota på 1200-talet, men skulle vara av mycket äldre datum. Baigent berättar om hur den språkkunnige kanik Alfred Lilley (1860–1948) inom den anglikanska kyrkan som uppges ha ombetts att resa till Paris år 1891 för att bidra till översättningen av några märkliga dokument. Själva processen ska ha letts av en katolsk kardinal. Dokumenten ska ha bevisat att Jesus ännu var i livet år 45, och Lilley påstås ha förstått att Vatikanen snart skulle låta dokumenten försvinna. Lilley uppges att sluta tro på Nya Testamentets sanningshalt efter denna omskakande händelse. Dessutom berättas att fader Béranger Saunière inte har kunnat hålla helt tyst. Vid den 14:e och sista stationen i den lilla katolska kyrka han rustade upp visas, enligt Baigents tolkning, hur tre personer bär Jesus kropp från graven i stället för som brukligt i katolska kyrkor till graven. Detta framgår av att det är mitt i natten och fullmånen har stigit upp på bilden. Detta skulle innebära att inte bara sabbaten hade inletts (det nya dygnet börjar vid solnedgången), utan att även den judiska påsken inletts. Baigent framhåller att ingen jude skulle ha handskats med en död kropp efter påskens inledning. Antingen har bilden målats i total okunnighet om sådana förhållanden, eller också kan fader Béranger Saunière ha gett order om att bilden skulle målas så för att en levande men skadad person bars ut ur graven i skydd av nattens mörker.

### Chrestos i Rom
I sin bok beskriver Michael Baigent för sin syn det politiska sammanhanget under Jesu liv och hur detta kan ha kommit att påverka Jesus, och beskriver sedan historien om Jesu liv och presenterar alternativ till Nya testamentets bild av Jesus och hans vistelseorter, lära, död och uppståndelse. Han spekulerar också i om Jesus kunde ha varit identisk med den Chrestos som enligt den romerske historikern Suetonius organiserade judiska uppror i Rom år 45. (Upproren ägde troligen rum år 49, inte år 45). Enligt traditionell kristen tolkning var det tron på den döde och uppståndne Jesus som orsakade konflikter i den judiska kolonin i Rom, Kristus befann sig inte personligen i Rom. En annan alternativ tolkning än Baigents är att Chrestus eller Chrestos var ett vanligt personnamn i Rom, särskilt bland före detta slavar. Namnet betydde ungefär "nyttig", "användbar", Många, bl.a. svenske Roger Viklund, lyfter fram de tre argumenten: "Suetonius skriver Chrestus och inte Christus, han talar om judar och inte kristna och han säger att judarna uppeggades av Chrestus ca år 50 och inte att de följde en ledare som avled ca år 30."

## "Jesu lära" kontra "Läran om Jesus"
| ”                                                      | Jesus förkunnade ankomsten av Guds rike, men det som kom var Kyrkan | „ |
| – fader Loisy citerad i Hasler, August Bernhard (1981) |                                                                     |   |

Är kristendomens bild av Jesus falsk? frågar Michael Baigent, och radar sedan upp några bevis, men i första hand resonemang, om att så är fallet. Det finns inga historiska fakta att hålla sig till och de religiösa strider mot varandra. Michael Baigent visar hur Jesus ska ha fötts år 4 f.Kr. enligt Matteus 2:1 och år 6 e.Kr. enligt Lukas 3:1–23. Jesus ska ha korsfästs år 30 enligt den katolska kyrkan, men då uppträder anomalin att Johannes döparen avrättas av Herodes Antipas fem år efter Jesu korsfästelse eftersom Herodes Antipas och Herodias gifte sig omkring år 34 enligt den samtida historikern Josefus. Om Jesus levde år 45, faller argumentet att hans lärjunge Petrus legitimerar påvens överhöghet över kristenheten. Petrus kan knappast ha överlåtit någon makt som Guds ställföreträdare på jorden till påven om Jesus, sannolikt med hustru och barn, levde en undanskymd tillvaro i Egypten eller någon annanstans. Paulus ska ha korsfästs i Rom år efterträds som ledare för den romerska församlingen av Linus. 
Paulus (död cirka år 65) träffade aldrig Jesus personligen. Paulus brev är de äldsta bevarade skrifterna i Nya Testamentet, och "paulusismen" har därför betytt mycket för formgivningen av kristendomen. Men mest har den katolska kyrkans manövrerande under de första århundradena betytt, menar Michael Baigent, som kallar döljandet av att Jesus levde till år 45 eller längre för "historiens största mörkläggning".

### Jesus görs till ett gudomligt väsen
| ” | (...) en av de rivaliserande grupperna inom kristendomen (lyckades) krossa alla de andra. Denna grupp fick fler konvertiter än sina motståndare och lyckades förpassa sina konkurrenter till marginalerna. Denna grupp bestämde hur kyrkans organisatoriska struktur skulle se ut. Den bestämde vilka trosartiklar som kristna skulle räkna upp. Och den bestämde vilka böcker som skulle godkännas som den heliga skrift. Det var denna grupp som Irenaeus tillhörde, liksom de andra gestalter som är så välbekanta för forskare i det andra och tredje århundradets kristendom. | „ |
| – Ehrman, Bart D. i Kasser, Radolphe, Marvin Meyer & Gregor Wurst (2006) "The Gospel of Judas" i National Geographic | |   |

Enligt Michael Baigent var det också Irenaeus som gjorde Jesus till ett gudomligt väsen, på en och samma gång Sonen och Skaparen. Vidare förespråkade han, enligt Michael Baigent, starkt en centralisering av kyrkans centralisering. Eftersom det bara fanns en Gud, kunde det bara finnas en kyrka, en kanon (böckerna i Nya testamentet), och en sanning. Centraliseringen ledde till fysisk makt, något som i sin tur kunde ses som Guds stöd och fortfarande gör det av Vatikanen.

## Den egyptiskt skolade Jesus
Efter att ha avvikit från ämnet genom att beskriva inkvisitionens fasor och kardinal Joseph Ratzingers karriär inom dess nuvarande organisation – Troskongregationen – där han var prefekt när han valdes till påve Benedictus XVI den 19 april 2005, och i ett annat kapitel diskuterat möjligheten att överleva en korsfästelse, återvänder Michael Baigent till att teoretisera om vilket budskap Jesus egentligen hade. För att göra detta förflyttar han Jesu uppväxt och tidigaste år som ung man till Egypten. Detta har många gjort före honom. Den romerske författaren Kelsos beskrev år 178 e.Kr. att Jesus av och till vistades i Egypten, där han lärde sig magi för att sedan komma tillbaka till Judéen och Galiléen och hävda att han var Gud. Kelsos menade att endast fattiga och okunniga i det romerska samhället kunde hemfalla åt att tro på den kristna läran. I Egypten bodde många judar, flera grupper var av dem gnostiska, och vissa (gnostiska eller inte) hade trosföreställningar som avsevärt skiljde sig från den i Jerusalem. 
Michael Baigent menar att Jesus mycket väl kan ha kommit i kontakt med en grupp kallad "terapeuterna", vilka trodde att det materialistiska jordelivet och det dimensionslösa gudsriket bara skiljdes åt av en tunn slöja. På detta sätt, eller även på detta sätt var Guds rike nära Michael Baigent föreslår att förmögna egyptenjudiska grupper med ledning av urgamla, hemliga egyptiska tekniker kan ha utvecklat tekniker för att under djup trans besöka detta andra rike och sedan återvända till sina kroppar och jordelivet. Tekniken påminner om de behandlingar som idag innebär att läggas för att flyta i en vattenfylld tank i totalt mörker och tystnad, varvid personen snart förlorar allt begrepp om tid och rum. Michael Baigent beskriver det egyptiska begreppet Duat — den hinsides världen dit vi beger oss när vi dör, den andra världen — och vår fysiska värld upptar samma plats i universum. Detta är möjligt, enligt de gamla egyptierna, därför att Duat befinner sig utanför tiden.,, Bleeker, C.J. (1973) Hathor and Thoth. Leiden.

### Jesusskrifterna?
Michael Baigent hävdar att det inte finns några bevis för att Jesus hade för avsikt att dyrkas som en gud. I stället tyder hans förkunnelser att han ville ge varje människa en möjlighet att färdas till den hinsides världen för att själv kunna hitta det gudomliga och uppfyllas av "Guds ande". Jesus ska ha lärt sig detta i Egypten, där delar av den judiska kolonin tycks ha haft en mer mystisk hållning till religionen. Baigent skriver att det inte finns några bevis för att Jesus hade planer på att starta en egen religion; det viktiga för honom var att människor lärde sig hur man tog sig till "himmelriket". Att Jesus uppväcktes från de döda och att Petrus grundade den romerska kyrkan med dess ofelbara påvar är inte rimliga föreställningar trots att det finns hundratals miljoner människor som idag tror på dem. Han berättar också om en vän, en israelisk antikhandlare och samlare på religiösa föremål, som år 1961 ska ha hittat två brev på arameiska, som kan ha skrivits av någon som kunde varit Jesus själv till den judiska domstolen Sanhedrin på denna domstols uppmaning. I detta brev förnekar – som enligt Baigents israeliske vän kallade sig bani meshiha (Israels barns Messias) – att han skulle ha kallat sig själv "Guds son". Denne person – en av många med messiasanspråk vid tidpunkten – förklarade att det var i andlig bemärkelse som han hade tagits upp som en son av Gud. Författaren menade att var och en som på samma sätt kände sig uppfylld av "anden" också var en "Guds son" eller "dotter". Detta brev har, enligt Baigent, paralleller i Johannesevangeliet 10:33–35, där det berättas att "judarna" vill stena Jesus för att han hädat. De anklagade honom för att göra sig till Gud fast han blott var en människa. Jesus svarade på deras beskyllningar genom att citera Psaltaren 82, där det står: Jag har sagt att ni är gudar. Enligt Jesus kallade judarnas egen Lag dem som fick Guds ord för gudar. Baigent frågar sig: ' Förmedlar evangeliet i själva verket de förvrängda resterna av den undersökning som Sanhedrin gjorde av denne meshiha.
Michael Baigent fick just då inte se dessa papyrusbrev från Israels barns Messias till Sanhedrin, men deras äkthet ska ha bekräftats av arkeologerna Yigael Yadin och Nahman Avigad. Han återberättar den israeliska vännens påstående att påven Johannes XXIII skulle ha fått vetskap om breven och begärt av staten Israel att de skulle förstöras. Baigents israeliske vän hade vägrat att gå med på detta, men lovat att texterna inte skulle publiceras på 25 år, dvs tidigast 1986. När Baigent träffade sin vän hade dessa år passerats med råge, men antikhandlaren ville ändå inte publicera breven. Han ville inte skapa problem mellan Vatikanen och Israel och bidra till ökad antisemitism. En tid därefter tog emellertid Michael Baigents israeliske vän med honom till ett stort temperatur- och luftfuktighetskontrollerat kassavalv där de två papyrusdokumenten, 45x23 cm, fanns inom glas och ram. För Baigent var detta "Jesusskrifterna" – de brev som Jesus hade skrivit till Sanhedrin. Han skriver att han blev mållös och fylld av vördnad när jag tänkte på vilka förändringar av vår år historia som dessa brev skulle kunna åstadkomma om de offentliggjordes. Läsaren får välja att tro på Baigents ord i fråga om dessa papyrusbrev. Han avslöjar varken namnet på sin israeliske vän eller ens vilken stad i Israel de förvaras i.
I efterordet till sin bok skriver Baigent:  
| ”                                                    | Vår moderna värld domineras av "bokens religioner" – av kristendomen, judendomen och islam. Men när sanningen baseras på det skrivna ordet blir den också sårbar för alla de problem som har med tolkning och översättning att göra, för att inte tala om rena religiösa förvanskningar. Risken är att böcker skapar en avhängighet av tro snarare än av vetande. (...) "Detta är ett av skälen till att vi måste sluta tänka i termer av att en viss religion har en bättre förståelse än en annan: samtliga strävar de på sitt ofullkomlig vis efter att ge uttryck åt det andliga ursprunget till all existens. Och när religionen blir sammanflätad med politik kan vi hamna i den sämsta av alla världar.. | „ |
| – Baigent, Michael (sv utgåva 2007) Jesusskrifterna. | |   |

## Kritik
Michael Baigents bok "Jesusskrifterna" har fått en hel del kritik från vetenskapligt håll. Hershel Shanks, som recenserat The Jesus Papers för Biblical Archaeology Review, kommenterade det dåraktiga i Baigents centrala tes, och noterade hur Baigent hade sett papyrusrullar skrivna på arameiska, ett språk som han inte förstod men som han ändå kunde säga att de kunde dateras från "omkring år 34". Shanks påpekade att arkeologiska fynd inte kan dateras så exakt, och tillade att de två tidigare kända arkeologer som påstods ha sett denna papyrus nu bekvämt var döda. Kevin McClure, kommenterar i sin översyn av "Jesusskrifterna" på uppdrag av Fortean Times att Baigent inte kunde visa upp ett enda fotografi av de aktuella papyrusbreven och tillade att "Baigent inte gjort några ytterligare ansträngningar för att utreda dessa förment fantastiska handlingar, och inte heller tycks ha vänt sig till något akademiskt organ eller samfundet för att få hjälp." 